# مبادرة الشراكة الأمريكية الشرق الأوسطية

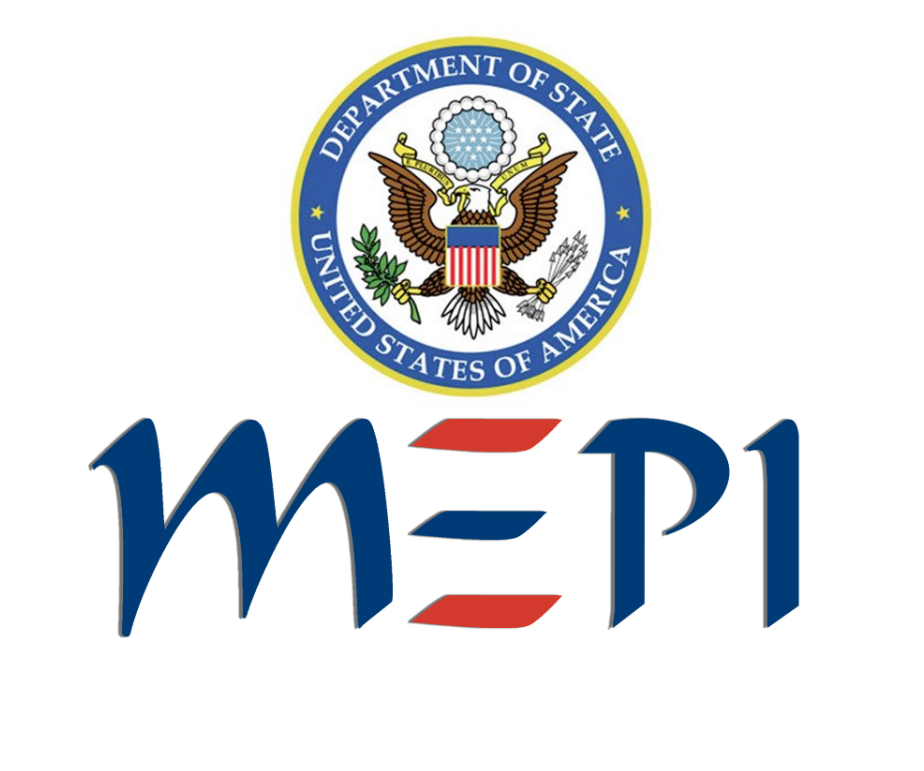
شعار مبادرة الشراكة الأمريكية الشرق الأوسطية.

مبادرة الشراكة الأمريكية الشرق الأوسطية (بالإنجليزية: MEPI)‏ هو برنامج تابع لوزارة الخارجية الأمريكية يدعم الشراكات البنّاءة والفعالة بين المواطنين والمجتمع المدني والقطاع الخاص والحكومات في منطقة الشرق الأوسط وشمال أفريقيا (MENA) بهدف تجاوز التحديات المحلية وتعزيز المصالح المشتركة في مجالات الحوكمة التشاركية والفرص الاقتصادية والإصلاح الاقتصادي.
عبر التركيز على تعزيز الاستقرار والازدهار في المنطقة، تدعم مبادرة ميبي الشراكات عن طريق مشاريع تستجيب للفرص الناشئة عبر الاستناد إلى الواقع على الأرض وتطبيق عملية صنع القرارات المرتكزة على الأدلة وتصميم مشاريع تركّز على النتائج.
أربعة من أبرز برامج القيادة في مبادرة الشراكة الشرق أوسطية (MEPI) هي برنامجها السنوي لقادة الطلاب الذي يجلب الطلاب من جميع أنحاء منطقة الشرق الأوسط وشمال إفريقيا للمشاركة في دورة تدريبية مكثفة على القيادة تستغرق حوالي 5 أسابيع في الولايات المتحدة. وبرنامجزمالة رواد الديموقراطية الذي يوفر في المرحلة البدائية والمتوسطة من الحياة المهنية من منطقة الشرق الأوسط وشمال أفريقيا مع فرصة لإكمال التدريب على الحكم التشاركي، وحل النزاعات، والتعبئة السياسية والاتصال، وبرنامج البكالوريوس والدراسات العليا من قادة الغد الذي يقدم المنح الدراسية للطلاب الواعدين والمحرومين من منطقة الشرق الأوسط وشمال إفريقيا من خلال المؤسسات الإقليمية المعتمدة.

## أهداف المساعدة
يستجيب برنامج ميبي للحاجات والفرص الناشئة للمواطنين والمنظمات بهدف تحقيق غايتَين أساسيتَين:

### الحوكمة التشاركية
تقوّي مبادرة ميبي الحوكمة التشاركية باعتبار دور المواطن كمشارك مباشر في صنع القرارات والمناهج. فمشاركة المواطنين بشكل أوسع في الحوكمة تضمن عملية صنع قرارات شاملة وعمليات سياسية شفافة، فضلاً عن أنها تعزّز الاستقرار وتقوّي ثقة المواطنين في الحكومة. تعمل مبادرة ميبي إذاً على تمكين المواطنين لكي يشاركوا مع الحكومات في تحديد مطالبهم للحصول على الخدمات والفرص على المستويات المحلية والإقليمية والوطنية. هذا وتدعم ميبي المجتمع المدني ليتفاعل بشكل فعال مع المسؤولين الحكوميين كي يزيد هؤلاء استجابتهم لحاجات المواطنين  في سبيل توجيه مشاركة المواطنين هؤلاء في صنع القرارات، كما تساند مبادرة ميبي جهود المسؤولين الحكوميين الآيلة إلى زيادة مشاركتهم مع المواطنين واستجابتهم لهم من أجل حل مسائل تهم الجميع.
1. زيادة مشاركة المواطنين المدنية لتعزيز الشراكة والحوار المفيد مع المجتمع المدني والمسؤولين الرسميين.
2. تزويد الأفراد، بمن فيهم الشباب، بالمعرفة والمهارات ليتمكّنوا من المناصرة لمصالحهم على كافة مستويات الحكومة.
3. استغلال برامج مبادرة ميبي التدريبية على القيادة من أجل تزويد الأفراد المحرومين اقتصادياً بفرص بناء مهاراتهم القيادية للمشاركة بشكل فعال مع المجتمع المدني، القطاع الخاص و/أو الفاعلين الحكوميين.
4. إضفاء الطابع المهني على منظمات المجتمع المدني وتعزيز قدراتها التنظيمية والتواصلية لكي تتواصل بشكل فعال مع صانعي القرارات و/أو المواطنين.
5. تعزيز قدرة المجتمع المدني على أداء دور الوسيط الموثوق بين الحكومات والمواطنين وعلى توجيه شواغل المواطنين على نحو فعال.
6. تقوية جهود الحكومات الرامية إلى تمثيل مواطنيها والاستجابة لهم وكسب ثقتهم.
7. دعم جهود الحكومات الهادفة إلى زيادة شفافيتها وإمكانية النفاذ إليها ومساءلتها.
8. زيادة تمثيل المرأة في المؤسسات الحكومية وتعزيز مشاركتها المدنية والسياسية.

### الفرص الاقتصادية
تشكّل الفرص الاقتصادية والإصلاح الاقتصادي حجر الزاوية لتعزيز الشراكة بين المواطنين والمجتمع المدني والقطاع الخاص والحكومات. لدى مبادرة ميبي شراكة مع القطاع الخاص الأمريكي في مجالات اهتمام مشتركة من أجل تدعيم البيئة المؤاتية للأعمال وريادة الأعمال وتعزيز قوة عاملة ماهرة للمساعدة على إرساء فرص واسعة النطاق.
1. تحسين البيئة المؤاتية للأعمال عن طريق الإصلاح الاقتصادي لا سيما في البلدان المرتفعة الدخل والبلدان النامية غير التقليدية.
2. دعم جهود الحكومات الهادفة إلى زيادة الشفافية المالية وتنفيذ الإصلاحات الاقتصادية.
3. تحسين السياسات والإجراءات الحكومية التي توسّع الفرص أمام رواد الأعمال والمنشآت الصغيرة والمتوسطة الحجم لأجل تحقيق النمو الاقتصادي واستحداث فرص العمل.
4. توطيد مبادرات ريادة الأعمال الاجتماعية التي تبتكر وتموّل وتطبّق حلولاً للمشاكل الاجتماعية وتسهيل تعاونها مع المواطنين والمجتمع المدني والحكومات.
5. إنشاء شراكات مع المستثمرين ورواد الأعمال والمستهلكين لإرساء مؤسسات وصياغة قوانين تشجّع النمو الاقتصادي الواسع النطاق.
6. زيادة إمكانية القوة العاملة في الحصول على وظيفة وتعزيز مستوى المهارات، إضافة إلى تحسين نفاذ المواطنين، بمن فيهم الشباب، إلى فرص أكثر قيمة من خلال التدريب المهني المرتكز على الطلب والتنسيب الوظيفي الهادف والمركّز في القطاع الخاص بشكل أساسي.
7. تعزيز النمو الاقتصادي عبر زيادة مشاركة المرأة في الأنشطة الاقتصادية وتقليص الثغرة على صعيد الدخل والتوظيف بين الجنسين.

إضافة إلى هذه الغايات الأساسية، يقوم برنامج رواد الغد ضمن مبادرة ميبي بإعداد رواد المجتمع والأعمال المستقبليين في منطقة الشرق الأوسط وشمال افريقيا، حيث يقدّم البرنامج المدار من الكونجرس المنح للطلاب المحرومين والمؤهلين في جامعات معترَف بها في الولايات المتحدة ويركّز على مكوّن المشاركة المدنية.

## منظمة
يقع MEPI داخل مكتب شؤون الشرق الأدنى في وزارة الخارجية الأمريكية. بالإضافة إلى مقرها الرئيسي في واشنطن العاصمة، فإن MEPI تعمل في الدول التالية:
- البحرين
- الجزائر
- إسرائيل
- الأردن
- الكويت
- لبنان
- ليبيا
- المغرب
- قطر
- السعودية
- تونس
- الضفة الغربية وغزة
- اليمن

## الدبلوماسية العامة
القوة الناعمة، عبارة صاغها المنظر والمؤلف السياسي، جوزيف س. ناي جونيور، تستخدم كعنصر مكمل للقوة العسكرية الأمريكية، أو القوة الصلبة، في عالم ما بعد 11 سبتمبر. يعتقد ناي أنه من خلال دمج القوة الناعمة في الاستراتيجية الوطنية الأمريكية، فإن أمريكا قادرة على استخدام "القدرة على الحصول على ما تريده" من خلال الجذب بدلاً من الإكراه أو المدفوعات. وهي تنبع من جاذبية ثقافة الدولة، والمثل السياسية، والسياسات. عندما ينظر إلى سياساتنا على أنها مشروعة في نظر الآخرين، يتم تعزيز قوتنا الناعمة ".
في مقال يونيو 2007 لمؤسسة ستانلي، أيد فرانسيس فوكوياما ومايكل ماكفول القوة الأمريكية الناعمة كوسيلة لتطبيق الديمقراطية في السياسة الخارجية، «لقد عززت الحرب في العراق الانطباع الخاطئ بأن القوة العسكرية هي الأداة الوحيدة لتغيير النظام، في حين أنها في الواقع هي الطريقة الأقل استخدامًا والأقل فعالية لتعزيز التغيير الديمقراطي في الخارج. يجب أن تركز الإستراتيجية الأكثر حكمة وفعالية واستدامة على الأدوات غير العسكرية التي تهدف إلى تغيير ميزان القوى بين القوى الديمقراطية والحكام الأوتوقراطيين، وبعد بناء التقدم نحو الديمقراطية فقط، بناء المؤسسات الليبرالية.»

## المساواة بين الجنسين وتمكين المرأة
تعمل مشاريع مبادرة الشراكة الأمريكية الشرق أوسطية (ميبي) على تعزيز المساواة بين الجنسين وتمكين المرأة من أجل تقوية المؤسسات الديموقراطية في منطقة الشرق الأوسط وشمال أفريقيا. تشتغل ميبي مع القادة المحليين ومنظمات السكان الأصليين لدعم النساء ذوات رؤى مستقبلية ولتزيد من مشاركة المرأة في المجالات السياسية والاقتصادية. وتوفر ميبي أيضا التدريب للنساء لتعزيز قدراتهن على المشاركة في تنمية بلدانهن وتساهم في بناء قدرات المجتمع المدني لضمان المساواة في الحقوق والازدهار الاقتصادي للنساء وأسرهن.

### المشاركة السياسية
تدعم ميبي مشاريع تزيد من مستوى مشاركة المرأة في بناء مجتمعات ديموقراطية تعددية. وتتولى هته المشاريع تدريب النساء على كيفية العمل في المناصب السياسية، وتعزيز مهاراتهن القيادية، وكذا الدعوة إلى سن تشريعات تأمن المساواة في الحقوق والفرص للنساء.

### التمكين الاقتصادي
يعد خلق فرص اقتصادية لنساء الشرق الأوسط وشمال أفريقيا أمرا أساسيا لتعزيز النمو الاقتصادي في المنطقة، لذا تعمل مبادرة الشراكة الأمريكية الشرق أوسطية على تمكين النساء في مجال ريادة الأعمال من خلال تدريبهن على الإدارة التنظيمية والمهارات الأخرى التي يتطلبها سوق العمل.

### النهوض بالتعليم
توفر مبادرة الشراكة الأمريكية الشرق أوسطية للنساء فرصا للتبادل التعليمي، والمنح الدراسية في التعليم العالي، والتدريب في كل من الولايات المتحدة والشرق الأوسط وشمال أفريقيا. ويزور المشاركون في الولايات المتحدة الجامعات الأمريكية، ومعاهد السياسة العامة، والمنظمات غير حكومية، وتتاح لهم فرص لقاء شخصيات تشغل مناصب مختلفة في الحكومة. وتسهر ميبي في منطقة الشرق الأوسط وشمال أفريقيا على توفير فرص للتبادل التعليمي، ودعم النساء في الحصول على شهادات جامعية، وتدريبهن على المهارات القيادية لتزيد مشاركتهن على كل المستويات في مجتمعاتهن المحلية.

## روابط خارجية
- الموقع الرسمي لمبادرة الشراكة الأمريكية الشرق الأوسطية